# Дом архитектора А. П. Косякина
Дом архитектора А. П. Косякина — памятник градостроительства и архитектуры регионального значения, расположенный в Западном округе Краснодара на улице Кондратенко, 13. Здание построено в достаточно редком для Юга России стиле— ранний модерн.

## История
1906—1910 гг — закладка и строительство дома, 1910—1919 гг — в доме жил архитектор с женой. После смерти архитектора с 1919 по 1939 гг в доме проживала вдова архитектора со своей второй семьей.
1939 — перепланировка дома: внутреннее пространство разделено на пять коммунальных квартир, терраса закрыта под односкатную крышу. 1970-е — 1980-е гг — последний косметический ремонт фасада. 
23.12.1987 г. дому придается статус памятника градостроительства и архитектуры регионального значения.

## Современность
В январе 2008 г. квартиры в доме скупает риэлтор, в 2012 г. участок с домом выставляют на продажу для  постройки, как считается, офисного центра, в связи с чем общественностью города было написано обращение против продажи земельного участка под домом и запрошена информация  о действиях администрации Краснодарского края в отношении здания. В сентябре 2013 г. дому присваивают кадастровый номер 23:43:0209003:58. 
В апреле 2014 г. дом покупает ООО «КорИнвест», а в апреле 2016 г., на волне общественных обсуждений, продает его «ИК «Кэпитал-Парк». Тогда же в апреле 2016 г. администрация края подает иск против «КорИнвест», но поскольку дом уже продан, проигрывает иск. При последующих разбирательствах, в октябре 2017 этот договор купли-продажи от 10.04.2016 был признан недействительным (ничтожным).
В течение всего периода ремонтные работы собственником не проводились, а краевое управление по охране культурного наследия не предпринимало эффективных мер. 22.11.2017 г. экспертом управления государственной охраны объектов культурного наследия администрации Краснодарского края был проведён визуальный осмотр дома: 
Объект не эксплуатируется, не отапливается, что способствует развитию грибка, плесени и разрушению объекта. Наблюдается отслоение окрасочного слоя стен, трещины, деструкция кирпича, выветривание раствора в швах
кирпичной кладки, фасады загрязнены и исписаны граффити, карнизная часть фасада из-за систематического замокания поверхности поражена мхами и лишайниками. Состояние крыши неудовлетворительное. Состояние дверей и оконных блоков неудовлетворительное, наблюдается поражение гнилью, перекос створок и утраты, частично отсутствует остекление.
В 2018 г. депутат Государственной Думы Наталья Костенко инициирует проверку состояния памятников архитектуры Краснодара, по результатам которой администрация края в июле 2018 г. обращается в суд с исковым заявлением об изъятии объекта культурного наследия . 
В 2019 г. по решению суда дом повторно регистрируют в Росреестре на «КорИнвест», а 25.02.2020 суд лишает компанию права собственности на дом и определяет выставить его на продажу с условием обязательного последующего проведения ремонтно-реставрационных работ за счёт нового собственника. 
В 2020—2022 гг администрация края решает, кто будет выставлять дом на торги и разрабатывает приказ, определяющий порядок торгов. До февраля 2022 г. Управление государственной охраны объектов культурного наследия администрации Краснодарского края не предпринимает никаких действий по физической защите дома архитектора от действия разрушающих факторов окружающей среды (влага, перепады температуры, растущие на фасаде деревья и кустарники, разрушающийся подвал под домом).  
27 января 2022 г Фонд госимущества Краснодарского края сообщил о деталях предстоящего аукциона : проводит департамент имущественных отношений Краснодарского края, начальная цена лота 4 млн 990 тыс. рублей. Заявки на участие в аукционе подали восемь компаний и индивидуальных предпринимателей. 
Аукцион состоялся 02.03.2022 г, его выиграл предприниматель Максим Самардак, предложив за объект 15,2 млн рублей.
Решением суда от 04.04.2022 были сняты ограничительные меры по регистрации перехода права собственности на здание.
Дом находится в аварийном состоянии. По сведениям ООО «Кубаньпроектреставрация», стоимость восстановительных работ составит 28,8 млн рублей.

## Описание
Двухэтажное кирпичное здание площадью 296 кв. м., с двускатной крышей, чердачным и подвальным помещениями.  
Фасад со стороны улицы Кондратенко асимметричен за счёт эркера и десяти окон разного размера и формы, через которые в дом проникает много света. Сочетание кирпича и стекла делает здание визуально более лёгким. Кирпичный оклад окон выполнен в виде растительных узоров (стилизация природных объектов без их точного копирования — одна из черт, характерных для стиля модерн).  
Эркер круглой формы на двух консольных балках с односкатной крышей. Эркер остеклён тремя окнами, что увеличивает освещенность комнаты и визуально увеличивает пространство в ней. В начале судебно-риелторского периода (до 2012 г.) он горел, причина возгорания не известна.
По словам дочери жены архитектора, слева от эркера была арка для въезда экипажа. Эта информация рассматривается экспертом по проведению государственной историко-культурной экспертизы В. Бондарем как сомнительная, поскольку на имеющихся в архиве чертежах дома арки нет. 
Фасад со стороны двора асимметричен за счёт визуального разделения его поверхности на три зоны (слева направо): «башенная» под террасой на крыше; вход и веранда; «французское» окно. Башенная часть фасада визуально выделяется за счёт двух окон по центру, двух башен наверху и объёмного кирпичного орнамента, спускающегося по фасаду под башнями. Окна, условно составные, поскольку их оклад и рамы из кирпича — т. е. каждое окно состоит из трёх окон поменьше. Форма и рисунок окон индивидуальны. 
До 2022 года была пристроенная ветхая  деревянная веранда. Была ли она в начале прошлого века не известно,в 2022 ее разобрали.
Зона с «французским» окном выделяется за счёт вытянутого узкого окна на весь второй этаж и оригинальной формы окна рядом. На первом этаже в этой зоне возможно было либо окно, либо въезд для экипажа, точно сказать затруднительно, однако визуально виден арочный орнамент заложенный кирпичом. 
Торцевые стороны выполнены кирпичной кладкой без декора, щипцом. Со стороны ул. Кондратенко правая торцевая стена переходит в деревянный чердак с дверцей. На левой стене (со стороны детской краевой больницы) два небольших узких окна и вертикальная трещина, идущая от основания к крыше. 
Крыша здания двухскатная, по замыслу архитектора, имела террасу, которая использовалась как зона отдыха. Здесь могли играть, пить чай, любоваться видами на город. Пол на террасе был выложен метлахской плиткой, устойчивой к перепадам температур. При перепланировке здания терраса была закрыта под односкатную крышу. 
Внутри сохранилась трёхпролётная П-образная лестница с промежуточными площадками и чердачной лестницей. Лестничное ограждение представлено литыми чугунными перилами с деревянными поручнями. В горизонтальной проекции (вид сверху) форма лестничного пролёта перекликается с рисунками на фасаде. Во фронтальной проекции (вид сбоку) перила выполнены стилизованным цветочным орнаментом. Перила чердачной лестницы кованные, с отличающимся от пролётных перил рисунком.
Подвал с арочными сводами и такими же нишами для хранения инвентаря.
Дом был гармонично вписан в окружающее пространство. Архитектор сумел воплотил в жизнь ключевые идеи архитектурного стиля модерн: быть частью окружающей природы и иметь удобную и функциональную внутреннюю структуру.

## Галерея

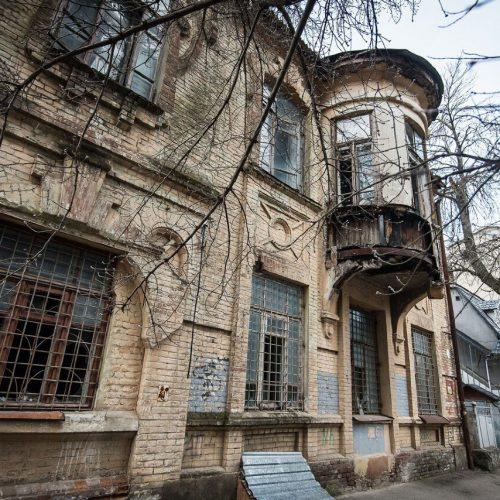
Фасад, вид с ул. Н. Кондратенко
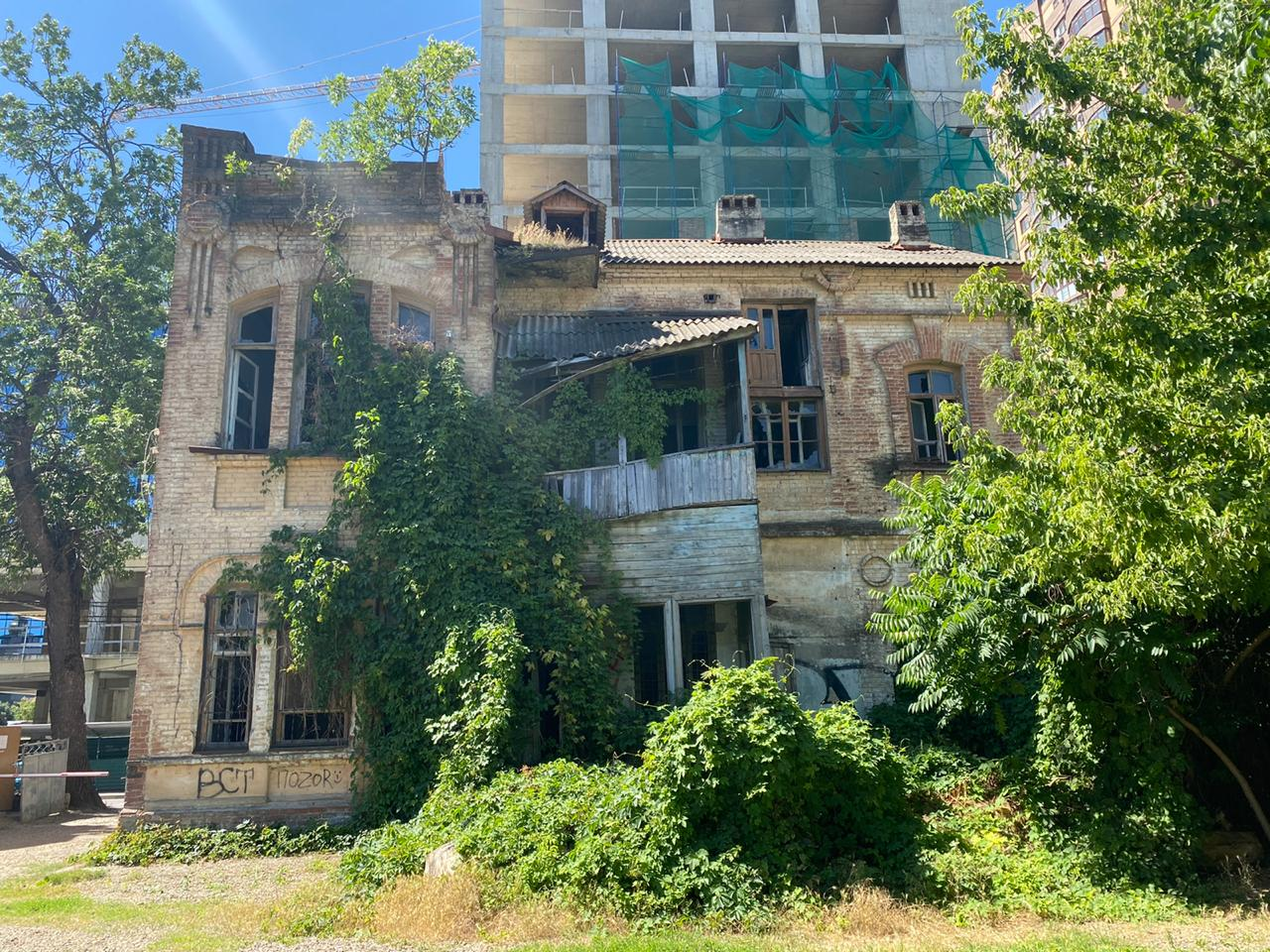
Фасад, вид со двора
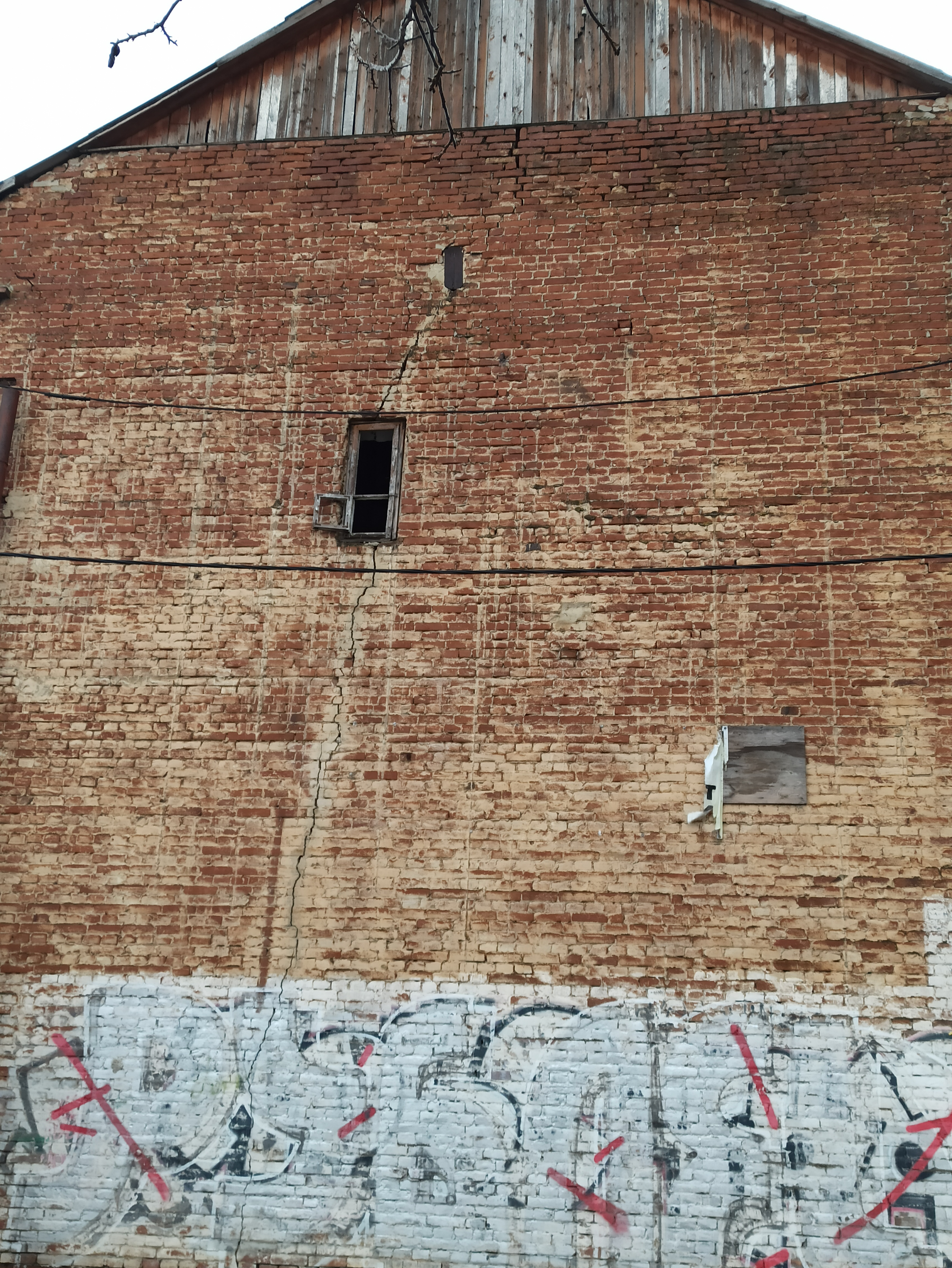
Фасад, вид со стороны детской краевой больницы (видны два окна, вертикальная трещина фасада)
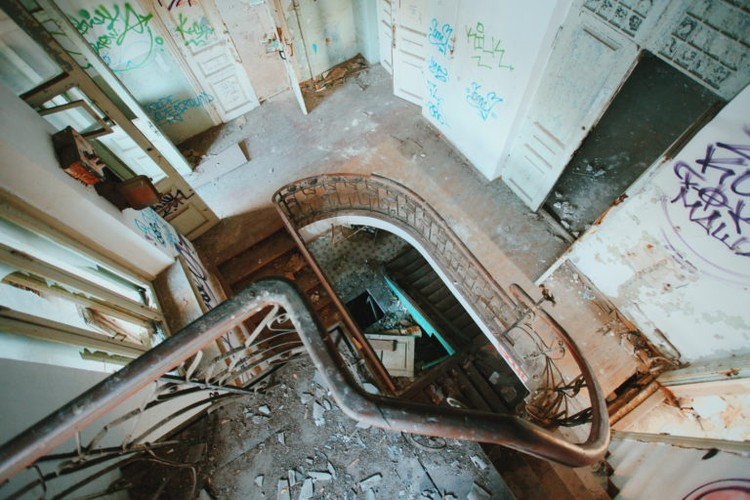
Лестница, горизонтальная проекция, вид сверху
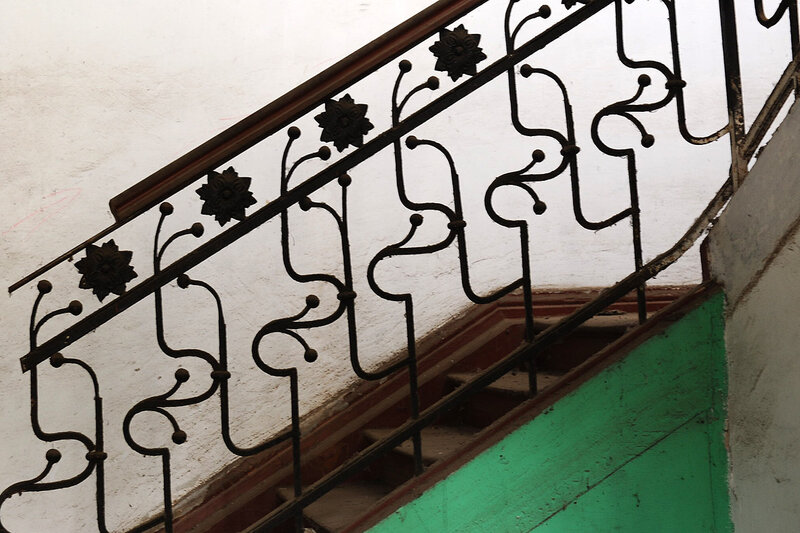
Цветочный орнамент перил
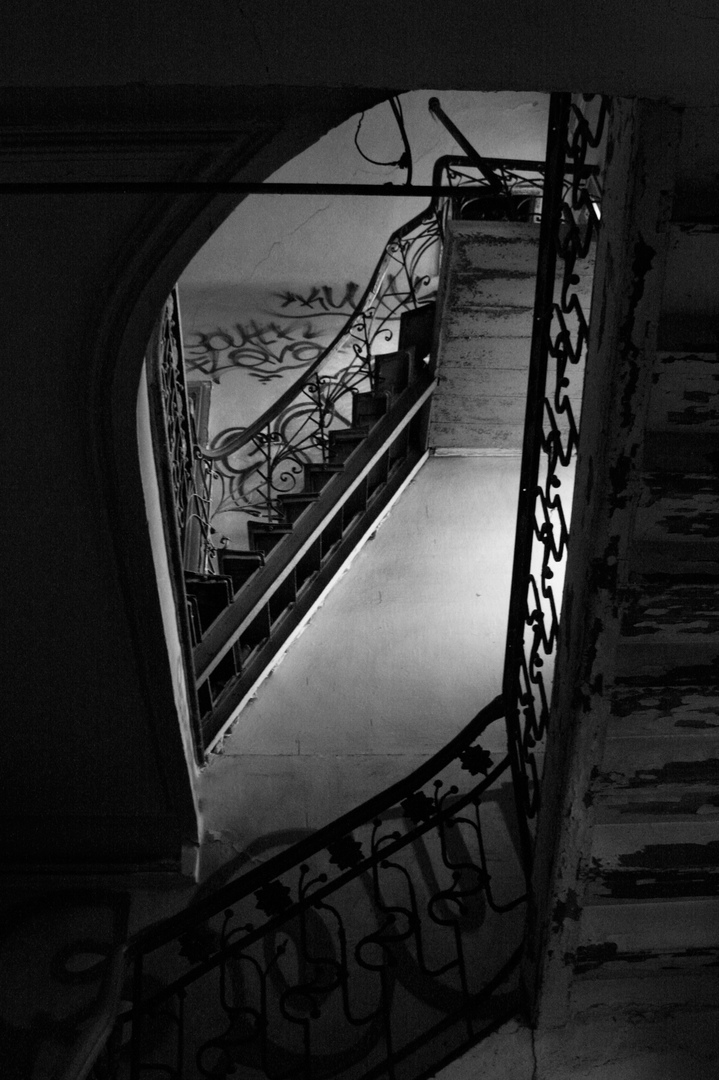
Проекция лестницы, вид снизу.